# Atlanta Open
Atlanta Open byl profesionální tenisový turnaj mužů hraný v americké Atlantě, metropoli jihovýchodního unijního státu Georgie. Na okruhu ATP Tour v roce 2010 nahradil Indianapolis Tennis Championships a zařadil se do kategorie ATP Tour 250. Probíhal v červenci či srpnu v klubu Atlantic Station atlantského Midtownu na otevřených dvorcích s tvrdým povrchem Sport Master. Každoročně na týdenní turnaj zavítalo přibližně 40 tisíc diváků, což městu generovalo příjem okolo 10 milionů dolarů.
Jednalo se o úvodní událost mužské US Open Series na tvrdých betonech, vrcholící newyorským grandslamem US Open. Do soutěže dvouhry nastupovalo dvacet osm singlistů a čtyřhry se účastnilo šestnáct párů. Nejvyšší počet šesti singlových trofejí vyhrál americký tenista John Isner. V ročníku 2012 získala svůj poslední titul na okruhu ATP bývalá světová jednička Andy Roddick.
V listopadu 2023 Asociace tenisových profesionálů oznámila, že po odehrání ročníku 2024 bude Atlanta Open ukončen.

## Historie
Asociace tenisových profesionálů odkoupila v roce 2009 licenci na pořádání Indianapolis Tennis Championships, který probíhal od roku 1988, pro dlouhodobě nízký prodej vstupenek a snahu zatraktivnit soutěž pro kvalitnější hráče. V prosinci téhož roku pak ATP prodala licenci do  georgijské Atlanty, kde se úvodní ročník 2010 odehrál v Atlanta Athletic Clubu. Již v období 1992–2001 Atlanta v témže areálu hostila Verizon Tennis Challenge, v rámci túry ATP. Mezi šampiony se zařadili bývalé světové jedničky Andy Roddick, Pete Sampras, Andre Agassi či John McEnroe.

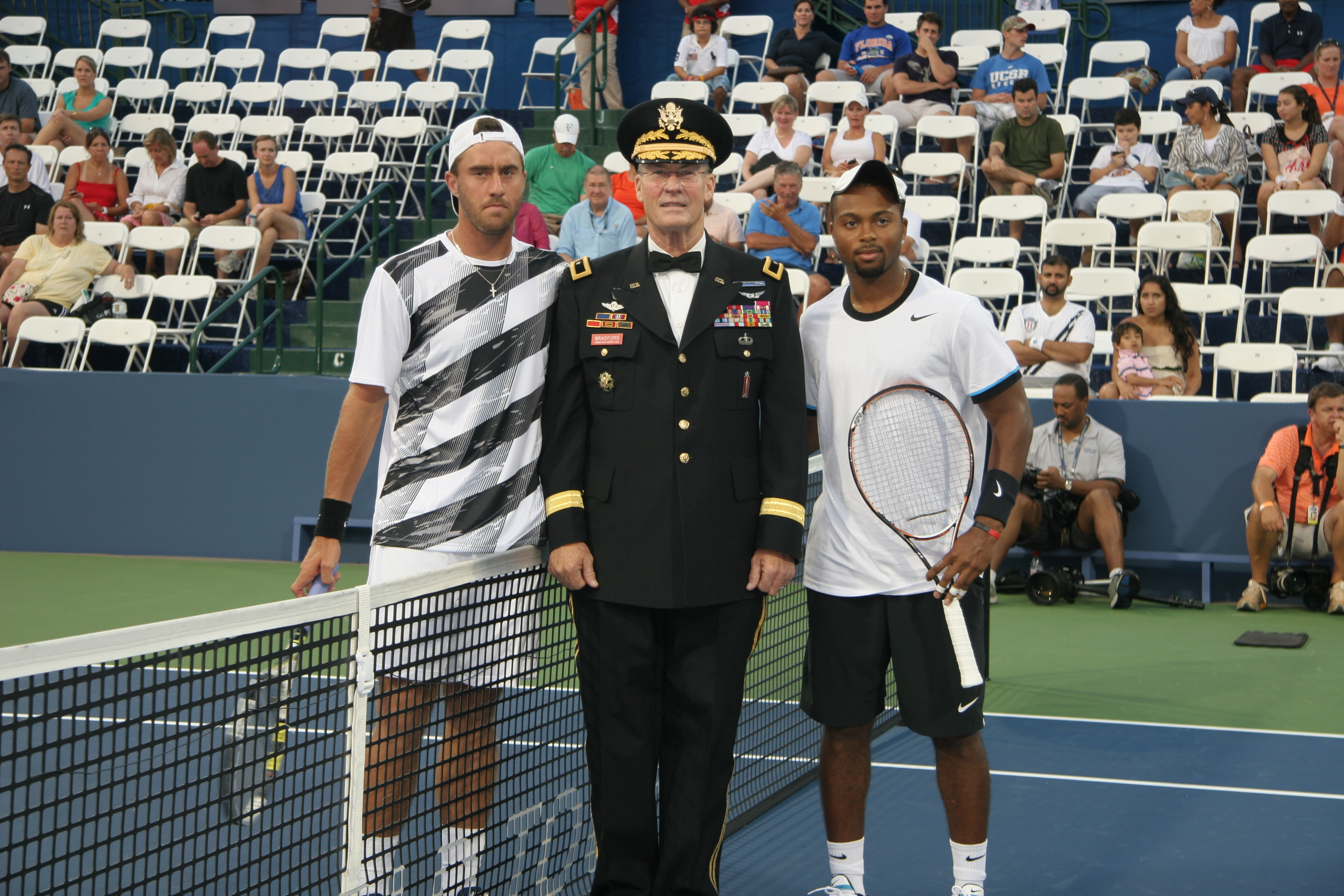
Brigádní generál Jerry Bradford při losu mincí v úvodním duelu ročníku 2012 mezi Johnsonem a Youngem

Druhý ročník 2011 se přemístil do Racquet Clubu of the South, ležícím v Norcrossu přibližně 30 km severovýchodně od atlantského centra. V roce 2012 se hlavním partnerem stala bankovní společnost BB&T, což se odrazilo v názvu turnaje BB&T Atlanta Open. Došlo také k přestěhování do městské oblasti Atlantic Station v atlantském Midtownu. Přechodný tenisový areál byl vystavěn kolem centrálního parku maloobchodní a obytné části. Na dvorcích byl položen tvrdý povrch Sport Master, s kapacitou centrkurtu 4 tisíce diváků. Roku 2015 získala turnaj od amerického tenisového svazu sportovní a zábavní společnost GF Sports, sídlící v New Yorku, která se zavázala oživit události v Atlantě a Memphisu. V prosinci 2019 se uskutečnila fúze banky BB&T (Branch Banking and Trust Company) se skupinou SunTrust Banks za vzniku Truist Financial, což vedlo k úpravě oficiálního názvu turnaje do roku 2021 na Truist Atlanta Open. Pětiletá sponzorská smlouva s atlantskou událostí byla uzavřena do roku 2025.
Prvních šest ročníků vyhráli Američané. Poslední třicátý druhý titul na okruhu ATP Tour získal v Atlantě během července 2012 Andy Roddick, který o necelé dva měsíce později ukončil kariéru na US Open. Mezi lety 2013–2018 se šestkrát v řadě do finále probojoval John Isner, z nichž odešel poražen jen v roce 2016 od Australana Nicka Kyrgiose. Po triumfu v roce 2021 Isner, jako bývalý hráč georgijských buldoků, týmu univerzity v Georgii, vévodil turnajovým statistikám se šesti trofejemi a devíti finálovými účastmi. Ve 36 letech se v roce 2021 stal nejstarším americkým vítězem turnaje ATP od 37letého Jimmyho Connorse na Tel Aviv Open 1989 a po Samprasovi a Agassim třetím, jenž dokázal vyhrát jeden turnaj alespoň šestkrát.

## Vývoj názvu turnaje
- 2010–2011: Atlanta Tennis Championships
- 2012–2019: BB&T Atlanta Open, partner BB&T
- 2020–2021: Truist Atlanta Open, partner Truist Financial
- 2022–2024: Atlanta Open

## Přehled finále

### Dvouhra
| Rok  | vítěz                          | finalista                      | výsledek                       |
| ---- | ------------------------------ | ------------------------------ | ------------------------------ |
| 2010 | Mardy Fish                     | John Isner                     | 4–6, 6–4, 7–6(7–4)             |
| 2011 | Mardy Fish (2)                 | John Isner                     | 3–6, 7–6(8–6), 6–2             |
| 2012 | Andy Roddick                   | Gilles Müller                  | 1–6, 7–6(7–2), 6–2             |
| 2013 | John Isner                     | Kevin Anderson                 | 6–7(3–7), 7–6(7–2), 7–6(7–2)   |
| 2014 | John Isner (2)                 | Dudi Sela                      | 6–3, 6–4                       |
| 2015 | John Isner (3)                 | Marcos Baghdatis               | 6–3, 6–3                       |
| 2016 | Nick Kyrgios                   | John Isner                     | 7–6(7–3), 7–6(7–4)             |
| 2017 | John Isner (4)                 | Ryan Harrison                  | 7–6(8–6), 7–6(9–7)             |
| 2018 | John Isner (5)                 | Ryan Harrison                  | 5–7, 6–3, 6–4                  |
| 2019 | Alex de Minaur                 | Taylor Fritz                   | 6–3, 7–6(7–2)                  |
| 2020 | zrušeno pro pandemii covidu-19 | zrušeno pro pandemii covidu-19 | zrušeno pro pandemii covidu-19 |
| 2021 | John Isner (6)                 | Brandon Nakashima              | 7–6(10–8), 7–5                 |
| 2022 | Alex de Minaur                 | Jenson Brooksby                | 6–3, 6–3                       |
| 2023 | Taylor Fritz                   | Aleksandar Vukic               | 7–5, 6–7(5–7), 6–4             |
| 2024 | Jošihito Nišioka               | Jordan Thompson                | 4–6, 7–6(7–2), 6–2             |

### Čtyřhra
| Rok  | vítězové                                  | finalisté                          | výsledek                       |
| ---- | ----------------------------------------- | ---------------------------------- | ------------------------------ |
| 2010 | Scott Lipsky Rajeev Ram                   | Rohan Bopanna Kristof Vliegen      | 6–3, 6–7(4–7), [12–10]         |
| 2011 | Alex Bogomolov Matthew Ebden              | Matthias Bachinger Frank Moser     | 3–6, 7–5, [10–8]               |
| 2012 | Matthew Ebden (2) Ryan Harrison           | Xavier Malisse Michael Russell     | 6–3, 3–6, [10–6]               |
| 2013 | Édouard Roger-Vasselin Igor Sijsling      | Colin Fleming Jonathan Marray      | 7–6(8–6), 6–3                  |
| 2014 | Vasek Pospisil Jack Sock                  | Steve Johnson Sam Querrey          | 6–3, 5–7, [10–5]               |
| 2015 | Bob Bryan Mike Bryan                      | Colin Fleming Gilles Müller        | 4–6, 7–6(7–2), [10–4]          |
| 2016 | Andrés Molteni Horacio Zeballos           | Johan Brunström Andreas Siljeström | 7–6(7–2), 6–4                  |
| 2017 | Bob Bryan (2) Mike Bryan (2)              | Wesley Koolhof Artem Sitak         | 6–3, 6–4                       |
| 2018 | Nicholas Monroe John-Patrick Smith        | Rajeev Ram Ryan Harrison           | 3–6, 7–6(7–5), [10–8]          |
| 2019 | Dominic Inglot Austin Krajicek            | Bob Bryan Mike Bryan               | 6–4, 6–7(5–7), [11–9]          |
| 2020 | zrušeno pro pandemii covidu-19            | zrušeno pro pandemii covidu-19     | zrušeno pro pandemii covidu-19 |
| 2021 | Reilly Opelka Jannik Sinner               | Steve Johnson Jordan Thompson      | 6–4, 6–7(6–8), [10–3]          |
| 2022 | Thanasi Kokkinakis Nick Kyrgios           | Jason Kubler John Peers            | 7–6(7–4), 7–5                  |
| 2023 | Nathaniel Lammons Jackson Withrow         | Max Purcell Jordan Thompson        | 7–6(7–3), 7–6(7–4)             |
| 2024 | Nathaniel Lammons (2) Jackson Withrow (2) | André Göransson Sem Verbeek        | 4–6, 6–4, [12–10]              |

## Rekordy
| Rekord                           | tenista                            | hodnota | roky                                                 |
| -------------------------------- | ---------------------------------- | ------- | ---------------------------------------------------- |
| Nejvíce singlových titulů        | John Isner                         | 6       | 2013, 2014, 2015, 2017, 2018, 2021                   |
| Nejvíce singlových titulů v řadě | John Isner                         | 3       | 2013, 2014, 2015                                     |
| Nejvíce singlových finále        | John Isner                         | 9       | 2010, 2011, 2013, 2014, 2015, 2016, 2017, 2018, 2021 |
| Nejvíce odehraných zápasů        | John Isner                         | 43      | 2010–2022                                            |
| Nejvíce vyhraných zápasů         | John Isner                         | 37      | 2010–2022                                            |
| Nejvíce účastí                   | John Isner                         | 12      | 2010–2022                                            |
| Nejvíce deblových titulů         | Bob Bryan Mike Bryan Matthew Ebden | 2       | 2015, 2017 2011, 2012                                |
| Nejvíce deblových titulů v řadě  | Matthew Ebden                      | 2       | 2011, 2012                                           |